# Ołdrzychowice Kłodzkie (stacja kolejowa)

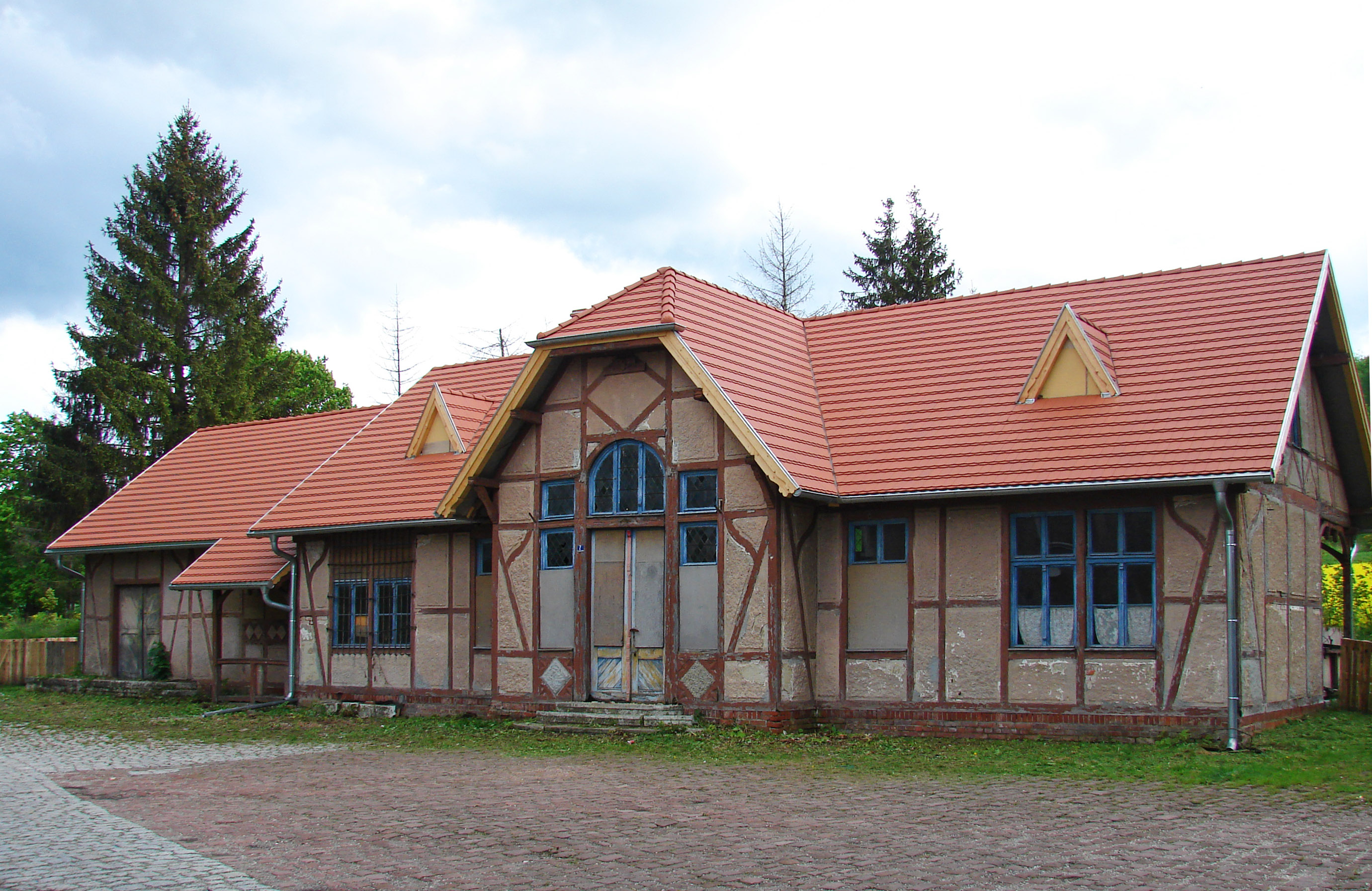
Dworzec kolejowy w Ołdrzychowicach Kłodzkich

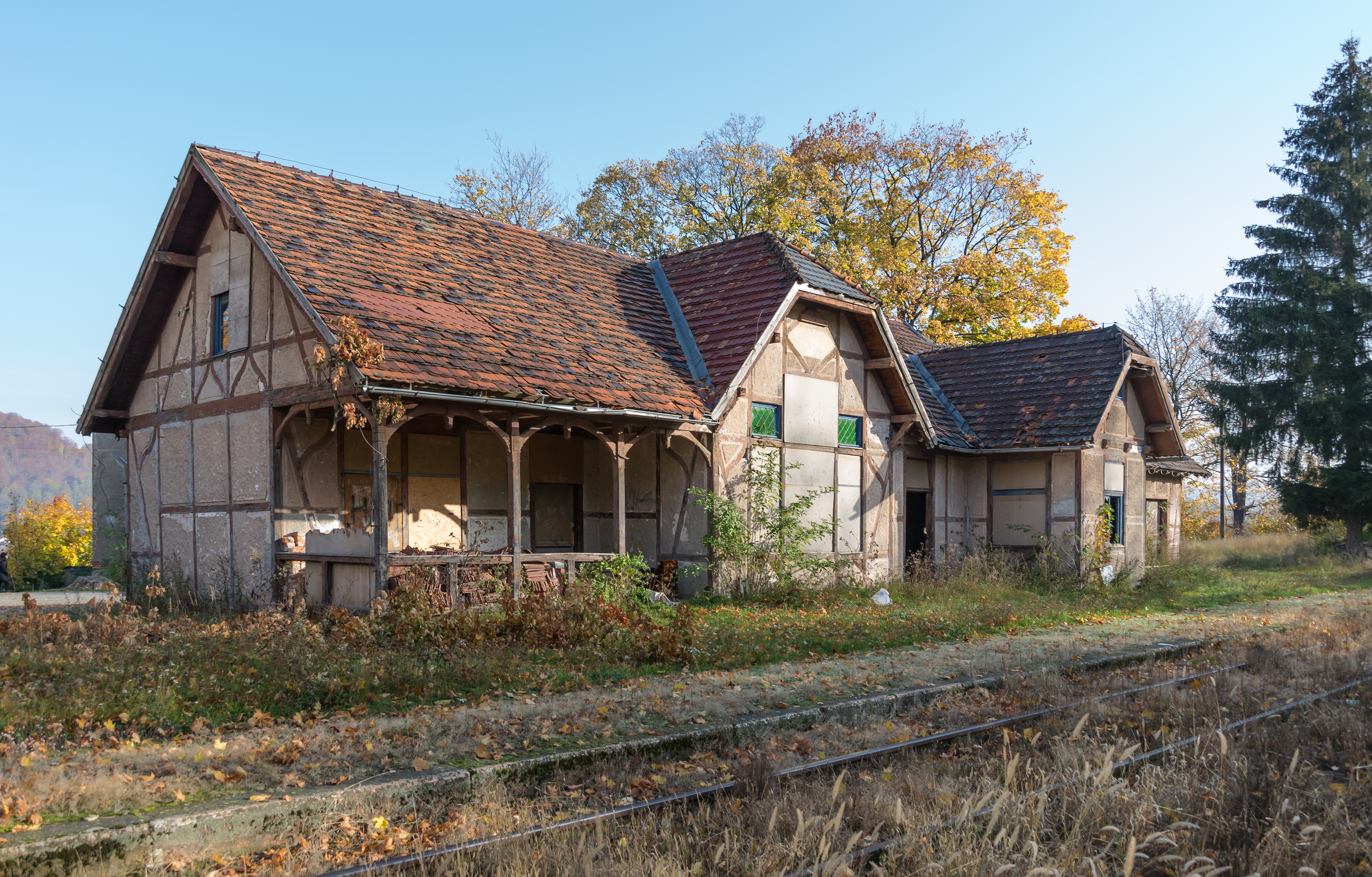
Stacja od południowego zachodu

Ołdrzychowice Kłodzkie (dawniej Ullersdorf (Biele)) – przystanek osobowy w Ołdrzychowicach Kłodzkich w województwie dolnośląskim, w powiecie kłodzkim.
W oczekiwaniu na przejęcie a następnie rewitalizację linii Kłodzko – Stronie Śląskie Koleje Dolnośląskie uruchomiły we wrześniu 2022 zastępcze połączenie autobusowe na linii Kłodzko – Stronie Śląskie, wpisane do rozkładu jazdy pociągów. W 2022 roku wymiana pasażerska na stacji wyniosła  osób. 

## Lokalizacja
Przystanek położony jest na linii kolejowej nr 322 z Kłodzka do Stronia Śląskiego. Znajduje się w południowej części wsi, w znacznym oddaleniu od centrum, na niezelektryfikowanej trasie o znaczeniu lokalnym.

## Budynek stacyjny
Budynek stacyjny ma budowę ryglową z charakterystyczną werandą, oddzieloną drewnianą balustradą od peronu, podobnie jak obiekty w Żelaźnie czy Trzebieszowicach. Obecnie budynek stacyjny jest w trakcie remontu. W latach intensywnej eksploatacji linii stacja Ołdrzychowice Kłodzkie posiadała tor mijankowy i tor boczny. Obecnie czynny jest tylko jeden tor.

## Historia
W latach 70. XIX w. doprowadzono do Kłodzka linię kolejową z Wałbrzycha i Wrocławia. Następnie przystąpiono do planowania nowych odcinków, mających połączyć stolicę regionu z kurortami położonymi na południu, zachodzie i wschodzie ówczesnego powiatu kłodzkiego. Pod koniec XIX w. przystąpiono do budowy tzw. Kolei Doliny Białej Lądeckiej. Związane to było ze zwiększającym się ruchem pasażerskim, głównie do modnego wówczas Lądka-Zdroju. Jedną ze stacji wybudowano w Ołdrzychowicach Kłodzkich, jednej z najludniejszych wsi Kłodzczyzny, która słynęła z zakładów przemysłu lnianego. Otwarto ją 14 listopada 1897 r.
Po II wojnie światowej i przejęciu ziemi kłodzkiej przez Polskę przemianowano stację na Ołdrzychowice Kłodzkie. Brak środków na utrzymanie infrastruktury przyczynił się do popadnięcia budynku stacji w ruinę. 31 grudnia 1994 r. miał być ostatnim dniem funkcjonowania Kolei Doliny Białej Lądeckiej. Na skutek protestów społeczności lokalnych decyzję o wstrzymaniu ruchu pasażerskiego cofnięto, ale w rozkładach jazdy pozostała informacja: Na odcinku Kłodzko Główne – Stronie Śląskie kursowanie pociągów może być zawieszone po uprzednim ogłoszeniu. Ostatecznie zamknięto ją 15 marca 2004 r., zastępując pociągi Kolejową Komunikacją Autobusową.

## Ciekawostki
- Na stacji kolejowej kręcone były sceny do filmu Jana Jakuba Kolskiego Afonia i pszczoły[9].
- Paradoksalnie doprowadzenie linii kolejowej do Ołdrzychowic Kłodzkich spowodowało zmniejszenie ruchu turystycznego w samej wsi, która uchodziła za atrakcyjną i malowniczą (romantyczna wieś)[10].
- Pomiędzy stacją Ołdrzychowice Kłodzkie a Trzebieszowice znajduje się bocznica zakładowa obsługująca wywóz kruszywa z Romanowa[11].